# Хатуту
Хатуту (Hatutu) е най-северния от Маркизките острови. Влиза в състава на Френска Полинезия. През 1992 г. е обявен за резерват.

## География
Остров Хатуту, е разположен с Тихия океан, отделен от съседния остров Еиао, лежащ на югозапад с пролив широк 3 км. На 19 км на изток се намира остров Моту Оне, на 105 км на юг остров Нуку-Хива, най-близкия до Хатуту населен остров. Най-близкият материк Южна Америка се намира на 7300 км.
Островът има вулканичен произход. Няма реки. Площта на Хатуту е18,1 км². Най-високата точка на острова се намира в източната част на Хатуту и е 428 м.
Хатуту е място за гнездене на латински: Sula nebouxii и ендемически птици на латински: Acrocephalus caffer (mendanae) postremus.

## История
Островът е открит от американския мореплавател Джозеф Инграм (на английски: Joseph Ingraham) на 21 април 1791 и наречен остров Ханкок (на английски: Hancock Island) в чест на губернатора на щата Масачузетс. През 1793 островът получава името Лангдън (на английски: Langdon), а през 1798 – Нексон (Nexon).

## Население
През 2002 г. Хатуту е необитаем.